# 奧果韋-萊凱萊國家公園
2°00′00″S 13°37′00″E / 2°S 13.6167°E
奧果韋-萊凱萊國家公園（法語：Parc national de l'Ogooué-Leketi），是剛果共和國的國家公園，位於該國中部高原省，成立於2018年11月9日，面積3,500平方公里，有大猩猩、黑猩猩、紅河豬、山魈、麂羚、側紋胡狼、鴇等野生動物棲息。